# Baibars

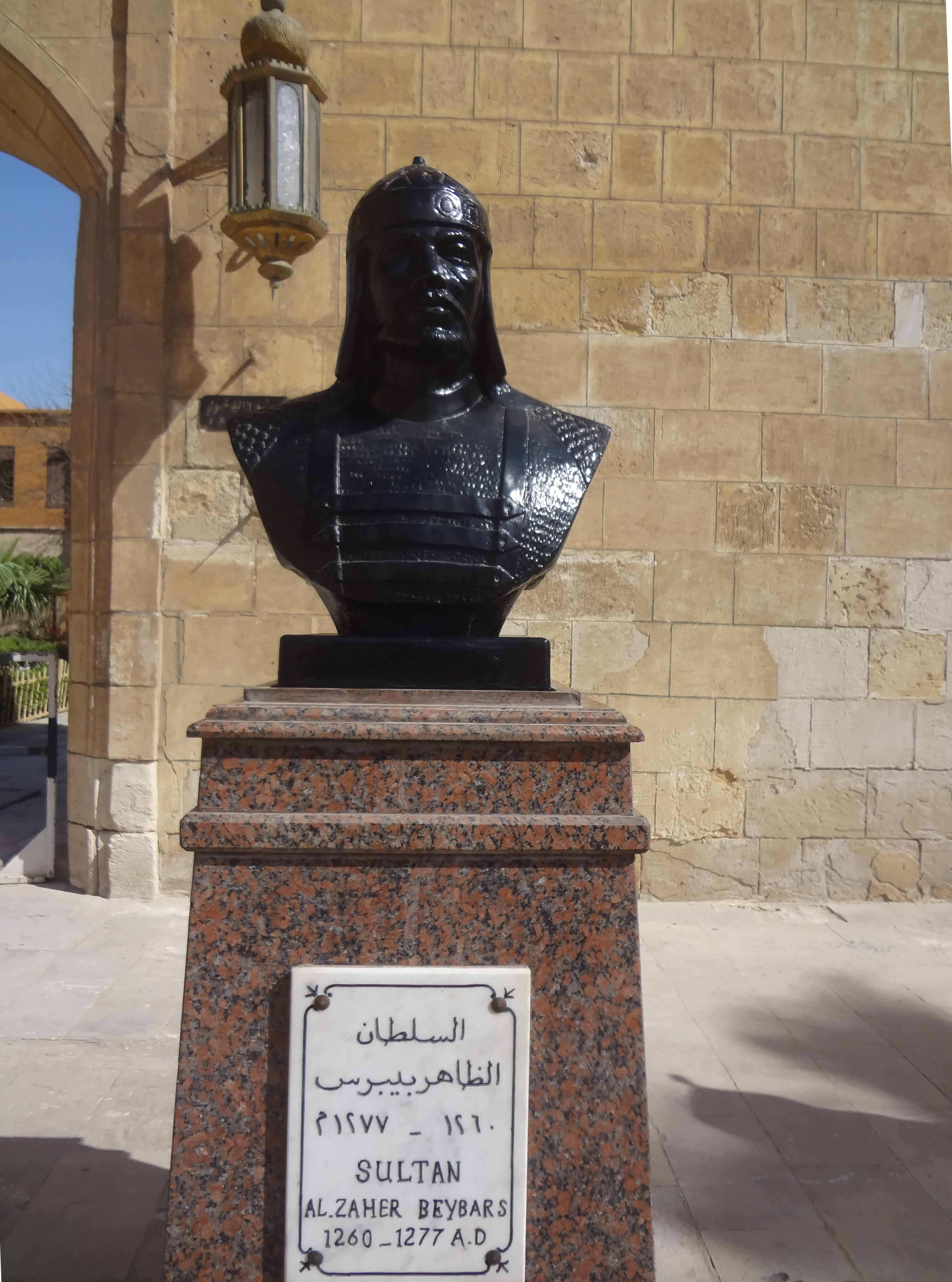
Buste van Baibars (Beybars) in Caïro 1260-1277.

Baibars (volledige naam: al-Malik al-Zahir Rukn al-Din Baibars al-Bunduqdari) (1223 - 1 juli 1277) was een Mammeluk die  sultan van Egypte en Syrië werd.

## Voorgeschiedenis
Baibars is waarschijnlijk in 1223 geboren in het gebied van de Kyptsjaken ten noorden van de Zwarte Zee. Op jonge leeftijd werd hij gevangengenomen door de Mongolen en in Sivas als slaaf verkocht. Hij was erg groot en donker en hij had ook blauwe ogen met een vreemde witte plek. Door deze indrukwekkende verschijning was zijn eerste meester zo bang voor hem dat hij hem doorverkocht. Hij kwam terecht in Egypte en werd commandant van de lijfwachten van de Ajjoebidische sultan As-Salih Ajjoeb.

## Baibars als sultan-krijger
Omstreeks 1250 werd hij commandant van de Mammelukken en voerde hen aan tegen de troepen van koning Lodewijk IX van Frankrijk in de Zevende Kruistocht. In de Slag bij El-Mansoera behaalden de Mammelukken een grote overwinning, en Lodewijk IX werd gevangengenomen. Baibars ondersteunde de Mammelukse generaal Izzadin Aybak die, na het vermoorden van de Ajjoebidische sultan Turan Shah, de macht greep in Egypte.
In de jaren die volgden, heersten de Mammelukken over Egypte. Ze terroriseerden de bevolking. Dit werd Aybak te veel. Na het vermoorden van Faris ad-Din Aktai, de leider van de Bahari Mammelukken, door sultan Aybak en Qutuz, vluchtten Baibars en zijn kameraden Egypte uit (1254). Baibars kreeg tijdelijk onderdak bij de Ajjoebidische heerser van Damascus al-Nasir Yusuf. 
Sultan Aybak werd door zijn eigen vrouw Shajar al-Durr vermoord en opgevolgd door sultan Sayf al Din Qutuz.
Op 3 september 1260 voerde Baibars zijn mannen aan in de Slag bij Ain Jalut en versloeg het Mongoolse leger onder leiding van de nestoriaanse generaal Kitbuqa. Kort hierop doodde hij sultan Qutuz en nam zijn plaats in. De sultan wilde na de overwinning op hazen gaan jagen. Onverwacht vroeg Baibars de heerser om een bijzondere gunst. Toen de sultan hem daarop zijn rechterhand reikte om deze te laten kussen, greep Baibars de hand stevig vast. Zo kon de vorst zijn zwaard niet trekken, en een medeplichtige van Baibars stak de sultan een dolk in de nek.
In 1271 veroverde hij in Syrië de kruisvaardersburchten Chastel Blanc en Krak des Chevaliers en in 1273 maakte hij een einde aan het politieke bestaan van  Assassijnen in Syrië. 
Als sultan was hij succesvol op het slagveld en als onderhandelaar. Hij wist een verbond te sluiten met de Gouden Horde.

## Het einde
Na een veldtocht stierf Baibars op 1 juli 1277 in Damascus aan een vergiftiging. Hij werd opgevolgd door zijn zoon Al-Said Barakah, die echter ten val zou worden gebracht.

## Baibars als legende
Baibars was onder de gewone bevolking zo populair dat hij bijnamen kreeg als de Leeuw van Egypte en de Vader van de Armen. Een wijk in Caïro (Alzahir) is naar hem genoemd.
In gespecialiseerde coffeeshops (Al zahirya) in Caïro werden jarenlang fictieve verhalen over hem verteld. De volksverhalen Sirat al-Zahir Baibars (Het leven van al-Zahir Baibars) zijn in boekvorm verzameld in diverse talen.